# Magdalena Stoof
Magdalena Stoof (* 24. September 1951 in Werdau) ist eine deutsche Ägyptologin. Sie diplomierte sich 1976 an der Universität Halle. Die Promotion erfolgte ebenda 1980 zum Thema „Untersuchungen zur Bevorratung und Lagerung von Getreide im Alten Ägypten“. Seit 1980 arbeitete Stoof als Assistentin am Institut für Orientalische Archäologie, heute Institut für Altertumswissenschaften. 1992 habilitierte sie sich in Halle zum Thema „Ägyptische Siegelamulette in menschlicher und tierischer Gestalt. Eine archäologische und motivgeschichtliche Studie“ und lehrte seitdem als Privatdozentin. 2017 ging sie in den Ruhestand, womit das Fach Ägyptische Archäologie in Halle wegfiel. Stoof beschäftigt sich in erster Linie mit der archäologischen Seite der Ägyptologie, besonders den Siegeln und Skarabäen. Daneben interessiert sie sich aus kulturhistorischem Interesse für Frauen in der Archäologie.

## Schriften
- Das hunderttorige Theben (= Akzent-Reihe. Band 80). Urania, Leipzig / Jena / Berlin 1986, ISBN 3-332-00066-7; auch: Moewig, Rastatt 1989, ISBN 3-8118-3410-X.
- Ägyptische Siegelamulette in menschlicher und tierischer Gestalt. Eine archäologische und motivgeschichtliche Studie (= Europäische Hochschulschriften. Reihe 38, Archäologie. Band 41). Lang, Frankfurt am Main u. a. 1992, ISBN 3-631-45031-1.
- Skorpion und Skorpiongöttin im Alten Ägypten (= Schriftenreihe Antiquitates. Band 23). Kovač, Hamburg 2002, ISBN 3-8300-0614-4.
- Hasendarstellungen im alten Ägypten (= Schriftenreihe Antiquitates. Band 33). Kovač, Hamburg 2002, ISBN 3-8300-2016-3.
- Ägyptens Eva. Frauendarstellungen in der vor- und frühdynastischen Zeit (= Schriftenreihe Antiquitates. Band 50). Kovač, Hamburg 2010, ISBN 978-3-8300-4912-8.